# Club Pilota Manises
El Club Pilota Manises és una entitat esportiva de Manises, a l'Horta Oest, i què es dedica al foment, l'ensenyament i la pràctica de la pilota valenciana, especialment a la modalitat d'escala i corda. Juga les seues partides al Trinquet de Manises. Disposa d'una escola esportiva per a formar nous jugadors en categories alevins o juvenils, entre d'altres.
Organitzen el Trofeu Ceràmica Manises des del 2002, on es va proclamar campions a l'edició del 2006, amb l'equip format per Toni Serra, Juan Serra i Luís. També han aconseguit, al mateix any, imposar-se al 31é Trofeu el Corte Inglés (2006), de 3a Categoria, amb Bartual I, Bartual II, Javi Bas i Toni Serra. A proposta seva, en 2015 el trinquet de Manises canvià el nom per Juan Blasco.